# Maywood (Califòrnia)
Maywood és una ciutat dels Estats Units al comtat de Los Angeles de l'estat de Califòrnia. Segons el l'oficina del cens dels Estats Units, l'any 2020 tenia 25.138 habitants.

## Demografia
Segons el cens del 2020, Maywood tenia 28.083 habitants, 6.469 habitatges, i 5.699 famílies. La densitat de població era de 9.188,9 habitants/km².
Per edats la població es repartia de la següent manera: un 37% tenia menys de 18 anys, un 13,2% entre 18 i 24, un 32,6% entre 25 i 44, un 13% de 45 a 60 i un 4,2% 65 anys o més.
L'edat mediana era de 25 anys. Per cada 100 dones de 18 o més anys hi havia 105,4 homes.
La renda mediana per habitatge era de 30.480 $ i la renda mediana per família de 30.361 $. Els homes tenien una renda mediana de 20.646 $ mentre que les dones 16.397 $. La renda per capita de la població era de 8.926 $. Entorn del 23,1% de les famílies i el 24,5% de la població estaven per davall del llindar de pobresa.

## Poblacions més properes
El següent diagrama mostra les poblacions més properes.